# Escarpia
Escarpia is een geslacht van borstelwormen uit de familie van de Siboglinidae. De wetenschappelijke naam van het geslacht is voor het eerst geldig gepubliceerd in 1985 door Jones.

## Soorten
- Escarpia laminata Jones, 1985
- Escarpia southwardae Andersen et al, 2004
- Escarpia spicata Jones, 1985